# Fjodor Michailowitsch Charitonow

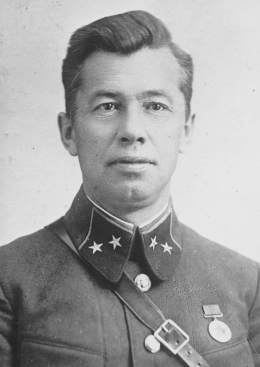
Fjodor Michailowitsch Charitonow (um 1942)

Fjodor Michailowitsch Charitonow (russisch Фёдор Михайлович Харитонов; * 12. Januarjul. / 24. Januar 1899greg. in Wassiljewskoje, in Rybinsk, Gouvernement Jaroslawl; † 28. Mai 1943 in Moskau) war ein sowjetischer Generalleutnant und Armeeführer im Zweiten Weltkrieg.

## Leben
Charitonow wurde 1899 im Dorf Wassiljewskoje (heute im Stadtgebiet von Rybinsk) geboren. In seinem Heimatdorf absolvierte er eine vierjährige Schule, arbeitete später in einem Unternehmen der Stadt Rybinsk und war sozial engagiert. Im Jahr 1918 trat er der kommunistischen Partei bei und im Frühjahr 1919 trat er als Freiwilliger in die Rote Armee ein.

### In der Roten Armee
Während des Russischen Bürgerkrieges wurde er im April 1919 in das 2. Jaroslawler-Regiment der Roten Armee eingezogen. Mit Teilen seines Regiments kämpfte er an der roten Ostfront gegen die Truppen von Admiral A.V. Koltschak. Im September 1919 wurde er in einer Schlacht nahe von Uralsk verwundet und gefangen genommen. Am zweiten Tag konnte er aus der Haft entfliehen und kehrte zu seinem Regiment zurück. Er wurde in einem Krankenhaus kuriert, arbeitete dann bis Februar 1920 als Leiter der Abteilung für staatliche Kontrolle und Ausbilder der Informationsabteilung des Bezirksausschusses der KPdSU in Rybinsk. Danach wurde er in die Ukraine gesandt, wo er im Revolutionskomitee der Stadt Alexandrowsk arbeitete. Während des Vormarsches der Truppen von General P. N. Wrangel schloss er sich im Juni 1920 der kommunistischen Spezialeinheit im Hauptquartier der roten 13. Armee an und wurde bei den Kämpfen mit den Wrangel-Truppen abermals verwundet. Nach der Behandlung übernahm er bis 1922 in Rybinsk wichtige politische Positionen. Zunächst war er Leiter der staatlichen Kontrollabteilung, dann Informationsleiter der politischen Abteilung im Bezirksvorstand. Im Februar 1922 wurde er zum Adjutanten des Militärkommissars des Bezirks Rybinsk ernannt und ab September 1924 diente er als Bezirks-Militärkommissar. Im Januar 1927 wurde er als Militärkommissar des Amtes für Militärregistrierung- und Einberufung des Bezirks Spassky in die Provinz Rjasan versetzt. Seit Dezember 1928 war er Leiter des Büros des Rjasaern Provinz-Distrikts und ab November 1929 Leitender Politoffizier des Militärkommissariats der Provinz Rjasan.
Von November 1930 bis August 1931 absolvierte er den höheren Taktik- und Schießkurs der Komintern „Wystrel“ in Moskau. Danach übernahm er den Posten eines Bataillonskommandanten im 243. Schützen-Regiment (81. Schützen-Division) im Militärbezirk Moskau. Im Oktober 1931 wurde er im gleichen Militärbezirk zum Kommandeur des 16. Schützen-Regiment der 6. Schützen-Division ernannt. Seit Mai 1937 befehligte er das 2. Sonderregiment für Luftlande-Einsätze. Im Juni desselben Jahres wurde er zum Stabschef der 17. Schützen-Division und im August 1939 zum Stabschef des 57. Schützenkorps ernannt. Im November 1939 wurde ihm der Rang des Brigadekommandanten verliehen. Im Juni 1940 wurde er zum Generalmajor befördert und im August 1940 zum Leiter der Abteilung für Truppen-Ausbildung im Hauptquartier des Moskauer Militärbezirks bestellt. Nachdem er im Frühjahr 1941 weitere Führungskurse an der Akademie des Generalstabs der Roten Armee absolviert hatte, wurde er im Mai 1941 zum Kommandeur des 2. Luftlande-Korps im Militärbezirk von Charkow ernannt.

### Im Vaterländischen Krieg
Seit dem 17. Juli 1941 war Generalmajor Charitonow stellvertretender Stabschef der Südfront und übernahm spezielle Aufgaben des Militärrats der Front. Er organisierte die Verteidigung in der Region Belaja Zerkow nach Uman und führte bei Christinowka 10 Tage lang erfolgreiche Kämpfe gegen die Panzer der angreifenden deutschen Panzergruppe 1. Als die deutschen Truppen gegen Saporischschja vordrangen, brachte er Ordnung in die zurückflutenden Einheiten der 274. Schützen-Division und organisierte die Verteidigung der Stadt. Am 9. September 1941 wurde Generalmajor Charitonow zum Kommandeur der 9. Armee ernannt, deren Truppen die Übergänge am Dnjepr südlich von Nikolajew bis nach Kachowka verteidigten. Ende September und im Oktober 1941 nahm seine Armee an der Verteidigung des Donbass teil. Charitonow konnte den deutschen Verfolgern bei Mariupol entkommen, hielt bei Witrowe wieder stand und zog sich Anfang Oktober auf Taganrog zurück, wo die drei Armeen der Südfront versuchten, die Linie zwischen Pawlograd und dem Asowschen Meer zu halten. Dabei wurde die 9. Armee während der Schlacht am Asowschen Meer fast vernichtet. Während der Schlacht um Rostow trat die 9. Armee als Teil eines von Timoschenko geplanten Gegenangriffs der Südfront zum Gegenangriff an. Bis zum 29. November hatten die 9. und 56. Armee den Gegner zurückgeschlagen und Rostow war bald wieder in sowjetischer Hand.
Ab Januar 1942 nahmen seine Truppen an der Barwenkowo-Losowajaer Operation teil. Die 9. Armee verteidigte den Raum zwischen Isjum und Barwenkowo und griff über den südlichen Stadtrand von Barwenkowo und das Golaja Dolina-Gebiet auf Slawjansk und Dolgenkaja an. Charitonow zog sein Hauptquartier von Kamenka in das Gebiet von Peskow (am linken Ufer des Sewerski Donez) nach vorn, ohne diese Absicht mit dem Frontkommandanten General R. J. Malinowski zu koordinieren. Nach den missglückten Angriffen durch die Truppen der Südwestfront im Mai 1942 wurde Generalmajor Charitonow seines Amtes enthoben und auf Drängen des Kommandos der Südwestfront vor ein Gericht gestellt. Ihm wurde vorgeworfen, eine nicht autorisierte Operation durchgeführt zu haben, doch er konnte sich durch seine Aussagen entlasten. Im Juli 1942 übernahm er das Kommando der 6. Armee der Woronesch-Front, die erfolgreich in der Woronesch-Woroschilowgrader Operation operierte. Im Dezember 1942 wurde ihm der Rang des Generalleutnant verliehen, seine Truppen waren während des Gegenangriffs der Operation Saturn am mittleren Don-Abschnitt beteiligt. Im Januar 1943 kämpften seine Truppen erfolgreich in der Operation Ostrogoschsk-Rossosch und beteiligten sich dann an den Kämpfen zur Befreiung des Donbas und an der Abwehr der deutschen Gegenoffensive im Raum südlich von Charkow. Charitonow musste überraschend seine Position verlassen und starb am 28. Mai 1943 an einer schweren Krankheit, er wurde auf dem Nowodewitschi-Friedhof in Moskau beigesetzt.
Auszeichnungen:
- Rotbannerorden (22. Oktober 1941)
- Kutusoworden 1. Klasse (28. Januar 1943)